# 吉川貴洋
吉川 貴洋（よしかわ たかひろ、1972年（昭和47年）3月11日 - ）は、日本の合唱指揮者。

## 経歴
神奈川県横浜市に生まれる。幼少よりオペラ・合唱に親しみ、7歳より合唱を始め、ビクター少年合唱隊に所属。11歳のときには東京室内歌劇場ジャン＝カルロ・メノッティ作曲・台本（畑中良輔訳）『アマールと夜の訪問者』（栗山昌良演出）のアマール役として出演。神奈川県立多摩高等学校卒業。1995年（平成7年）慶應義塾大学理工学部卒業。1997（平成9年）年同大学大学院理工学研究科修了。大学在籍中より畑中良輔の下で研鑽を積み、慶應義塾ワグネル・ソサィエティー男声合唱団、同OB合唱団等を指揮し好評を得る。2003年（平成15年）まで松下電器産業株式会社に勤務した後、指揮者として活動を始める。第53回（2004年）東西四大学合唱演奏会にて慶應ワグネルを指揮。2008年には慶應義塾創立150年記念ワグネル・ソサィエティー特別演奏会マーラー交響曲第2番『復活』で合唱指揮を務める。2011年（平成23年）にも慶應義塾ワグネル・ソサィエティー創立110周年演奏会マーラー交響曲第2番『復活』で合唱指揮を担当し、指揮者飯森泰次郎から賛辞を贈られる。他にも同OB合唱団、藤沢男声合唱団、パイオニア合唱団、伊藤忠商事コーラス部、混声合唱団水曜会、女声合唱団湘南の風、紐育男声合唱団、『平塚第九のつどい』における合唱指導等、多くの団体で指揮・指導を行っている。発声の基本を軸に、豊かなハーモニーを目指したその指導法は各団体から大いに支持されている。指揮法を北村協一に師事。
藤沢男声合唱団には1999年（平成11年）から参加、畑中良輔より発声指導や音楽作りを一任され、2020年（令和2年）現在常任指揮者を務める。藤沢市ではモーツァルトイヤー特別公演『魔笛』（2006年）をはじめ、オペラ・ガラコンサート（2006、2007年）、日本の歌100年の旅（2007年）、2008年（平成20年）にはレハール『メリー・ウィドウ』、湘南台トワイライトコンサート2009、2010年（平成22年）にはマスカーニ『カヴァレリア・ルスティカーナ』レオンカヴァッロ『道化師』、藤沢オペラコンクール記念演奏会の合唱指揮等を務めるなど、活動の幅を広げている。2008年（平成20年）に中国（北京、天津）で、2011年（平成23年）10月にタイ（バンコク）での演奏会を開催するなど活発な活動を行っている。
伊藤忠商事コーラス部では2009年（平成21年）5月に常任指揮者に就任。
2009年（平成21年）和光市特定非営利活動法人オペラ彩ヴェルディ『オテッロ』において合唱指揮を担当。
混声合唱団水曜会では、2012（平成24年）年９月より指揮を開始、2013（平成25年）年７月より常任指揮者に就任。
2018年（平成30年）には湘南白百合学園中学・高等学校の合唱コンクールの審査員に招かれる。